# 4e division d'infanterie (Corée du Nord)
Pour les articles homonymes, voir 4e division et 4e division d'infanterie.
La 4e division d'infanterie de Corée du Nord est une division de l'armée populaire de Corée créé en 1948. Elle participa à la Guerre de Corée.